# Thanh Thành
Thanh Thành (chữ Hán giản thể: 清城区) là một quận thuộc địa cấp thị Thanh Viễn, tỉnh Quảng Đông, Cộng hòa Nhân dân Trung Hoa. Quận Thanh Thành được thành lập từ thời nhà Tần, nằm ở hạ lưu sông Bắc Giang. Quận này có diện tích 927 ki-lô-mét vuông, dân số 550.000 người. Mã số bưu chính là 511500. Mã vùng điện thoại là 0763. Chính quyền quận đóng tại nhai đạo Phượng Thành. Về mặt hành chính, quận này được chia thành 7 trấn, 5 hương và 1 trường.